# Caledon (Canada)
Caledon  è una città del Canada, all'interno della Municipalità Regionale di Peel, situata nella regione della Greater Toronto, nella provincia canadese dell'Ontario. Al censimento del 2021 Caledon possedeva una popolazione di 76.581 abitanti.
Nel mese di ottobre 2023 ha siglato un gemellaggio con la città italiana di Isola del liri.
Nei pressi di Caledon si trovano le sorgenti del ramo principale del fiume Humber, affluente del lago Ontario e uno dei principali fiumi della regione di Toronto.